# Voďanka
Voďanka (Hydrocharis) je rod jednoděložných rostlin z čeledi voďankovité (Hydrocharitaceae).

## Popis
Jedná se o vytrvalé vodní rostliny s výběžky. Listy jsou jednoduché, řapíkaté, v růžici na hladině plovoucí nebo řidčeji při vyschnutí rozložené na bahně. Čepele jsou celistvé, celokrajné, okrouhlé až ledvinité nebo srdčité. Květy jsou jednotlivé nebo uspořádané do chudých vrcholíků, jsou jednopohlavné, na bázi květní stopky bývá toulcovitý listen. Okvětí je rozlišeno na kalich a korunu. Kališní lístky jsou 3 v jednom přeslenu, korunní jsou také 3 v 1 přeslenu, většinou bílé, jen někdy narůžovělé, na bázi může být žlutá skvrna. Tyčinek je 12, na bázi jsou nitkami někdy srostlé, v samičích květech je tyčinek méně a jsou jalové. Gyneceum je synkarpní, složené z 6 plodolistů. Semeník je spodní. Plodem je tobolka.

## Rozšíření ve světě
Jsou známy asi 3 druhy, nejvíce v Evropě a Asii, ale i jinde, někdy také adventivně.

## Rozšíření v Česku
V ČR i v celé Evropě roste jen 1 druh, voďanka žabí (Hydrocharis morsus-ranae). Je to vodní rostlina, v ČR je silně ohrožená (C2), roste jen v teplejších oblastech, nejvíce v nížinách v nivách velkých řek, najdeme ji v tůních, v rybnících nebo slepých ramenech.

## Seznam druhů
- Hydrocharis dubia (Bl.) Backer (snad syn.: Hydrocharis asiatica Miq.) – východní a jižní Asie
- Hydrocharis morsus-ranae L. – Evropa, západní Asie, adventivně Severní Amerika
- a snad nějaké další